# Rythme euclidien

En musique et en mathématiques, un rythme euclidien est un rythme musical décrit par Godfried Toussaint dans un article de 2005 intitulé « L'algorithme d'Euclide génère des rythmes musicaux traditionnels » . Cet algorithme de calcul du plus grand diviseur commun de deux nombres est utilisé pour répartir des notes ou des battements le plus uniformément possible dans une mesure, et génère presque tous les rythmes les plus importants des musiques du monde, à l'exception de ceux de la musique indienne . Des résultats similaires sont obtenus à partir de l'algorithme de Bresenham.

## Description de l'algorithme sur un exemple
Dans son article , G. Toussaint pose le problème de répartir {\displaystyle k} battements à l'intérieur d'une mesure comportant {\displaystyle n} temps ( {\displaystyle k<n}) de la façon la plus équirépartie possible. C'est facile si {\displaystyle n} est multiple de {\displaystyle k} auquel cas on place les battements tous les {\displaystyle n/k} temps. A titre d'exemple, le rythme indiqué ci-dessous est un rythme euclidien pour {\displaystyle n=16} temps et {\displaystyle k=4} battements. Les battements sont alors à 4 temps les uns des autres car {\displaystyle n/k=16/4=4} .
```
[ X . . . X . . . X . . . X . . . ]
```

Ici "x" représente un battement et "." représente un silence.
Le problème se complique lorsque {\displaystyle n} n'est pas multiple de {\displaystyle k} . Dans ce cas  {\displaystyle n/k} n'est pas entier, et certains battements seront légèrement plus proches d'un voisin que de l'autre. A titre d'exemple, prenons le cas où {\displaystyle n=13} pas  {\displaystyle k=5} battements. Un algorithme naïf placerait par exemple les battements comme ceci :
```
[ X . X . X . . X . . X . . ]
```

Bien que les battements soient alors distribués avec une distance minimale entre eux la plus grande possible (égale à 2), on remarque qu'ils sont plus rapprochés au début qu'à la fin. Pour une meilleure répartition, on souhaiterait que les espacements (« x . » et « x . . ») soient eux-mêmes répartis uniformément.
G. Toussaint a observé que l'algorithme d'Euclide peut être utilisé pour trouver systématiquement une solution pour tout {\displaystyle k} et {\displaystyle n} minimisant "l'agglutination". En reprenant l'exemple précédent où {\displaystyle n=13} et {\displaystyle k=5} nous effectuons l'algorithme d'Euclide :
{\displaystyle {\begin{aligned}&&n=13,\ k=5\\n&=q_{0}k+r_{0}\implies &q_{0}=2,\ r_{0}=3\\k&=q_{1}r_{0}+r_{1}\implies &q_{1}=1,\ r_{1}=2\\r_{0}&=q_{2}r_{1}+r_{2}\implies &q_{2}=1,\ r_{2}=1\\r_{1}&=q_{3}r_{2}+r_{3}\implies &q_{3}=2,\ r_{3}=0\\\end{aligned}}}
L'algorithme de Toussaint part du rythme suivant, comportant 5 battements successifs et 8 silences.
```
[ x x x x x . . . . . . . . ]
```

Ensuite, en utilisant la suite des restes successifs {\displaystyle (t_{0},t_{1},...)=(k,r_{0},r_{1},r_{2},...)} on prend successivement {\displaystyle t_{n}} colonnes à droite du motif et on les place en dessous à gauche. Commençant par {\displaystyle t_{0}=k=5}, on écrit donc :
```
[ x x x x x . . .
  . . . . .      ]
```

Pour l'étape suivante, {\displaystyle t_{1}=r_{0}=3} ; on place les trois points situé à droite au-dessous :
```
[ x x x x x
  . . . . .
  . . .    ]
```

Puis {\displaystyle t_{2}=r_{1}=2} ; on déplace les 2 colonnes à droite en les mettant en dessous
```
[x x x
 . . .
 . . .
 x x
 . . ]
```

Le processus s'arrête là car {\displaystyle t_{3}<2}, c'est-à-dire qu'il n'y a qu'une seule colonne à déplacer. Le motif de battements final est lu de haut en bas et de gauche à droite :
```
E(5, 13) = [ X . . X . X . . X . X . . ]
```

## Exemples de rythmes euclidiens utilisés en musique
- Le tresillo E(3, 8) = [  x  . . x  . . x  . ] utilisé dans le tango.
- Le cinquillo E(5, 8) = [x  x  . x  x  . x  . ] utilisé dans la musique cubaine, "complémentaire" du précédent.
- Le venda (rythme africain) E(5, 12) = [  x  . x  . . x  . x  . x . . ]
- Le bembé (rythme africain) E(7, 12) = [ x  . x  . x  x  . x  . x  . x  ] , "complémentaire" du précédent.
- E(5, 16) = [  x  . . x  . . x  . . . x  . . x  . . ] utilisé dans la bossa nova.
- E(7, 16) = [  x  . . x  . x  . x  . . x  . x  . x  . ] utilisé dans la samba.

## Autres utilisations de l'algorithme d'Euclide en musique
Au XVIIe siècle, Conrad Henfling, écrivant à Leibniz sur la théorie musicale et l'accord des instruments de musique, utilise l'algorithme d'Euclide dans son raisonnement .